# 小金田村
小金田村（こがねだむら）は、かつて岐阜県武儀郡にあった村である。1955年に関市に編入された。
現在の関市南西部に該当し、長良川、武儀川、津保川、今川が合流する地域、および岐阜県百年公園周辺の地域である。近年は宅地造成が進んでいる。

## 概況
- 小金田村の名は、旧村名（小屋名、上白金、下白金、山田）から一文字ずつ取った合成地名である。
- 長良川、武儀川、津保川、今川が合流する地域である。かつては洪水などの水害が多発していたという。また、今川より西の地域（戸田、側島）は、長良川、今川、津保川に囲まれた島であり、旧山県郡の地域である。

## 歴史
- 江戸時代末期、この地域は天領、岩村藩領であった。
- 1889年（明治22年）7月1日 - 武儀郡小屋名村、上白金村、下白金村、山田村が合併し、小金田村となる。
- 1897年（明治30年）4月1日 - 小金田村の一部（字保明組）が分離し、山県郡戸田村、側島村、稲葉郡芥見村字島崎と合併し、山県郡保戸島村となる。
- 1950年（昭和25年）8月10日 - 山県郡保戸島村を編入する。
- 1955年（昭和30年）1月10日 - 関市に編入される。

## 交通機関
- 名古屋鉄道美濃町線
  - 白金駅・小屋名駅・赤土坂駅

## 教育
- 小金田村立小金田小学校
- 小金田村立保戸島小学校 （1963年に3校が統合され、現・関市立金竜小学校）
- 小金田中学校 （現・関市立小金田中学校）